# トラボプロスト
トラボプロスト（Travoprost）は眼科領域で使用されるプロスタグランジンF2αアナログで、緑内障の進展阻止や高眼圧症の管理に用いられる。流出路からの房水排出を促進することで眼圧を降下させる。アルコンから Travatan および Travatan Z という名称で発売されている。

## 副作用
副作用として以下のものが知られている。
- 視覚異常
- 眼瞼発赤
- 眼周囲の色素沈着
- 目の違和感
- 虹彩への色素沈着（虹彩異色症）
- 眼の灼熱感（点眼時）
- 眼瞼部多毛（睫毛が濃くなる）
- 前立腺炎、乏尿、前立腺肥大症[要出典]

点眼後に余分な薬液を拭き取ることで、眼周囲への色素沈着や睫毛の濃化が軽減されるという調査結果がある。

## 薬理

### 作用機序
タフルプロストやラタノプロスト、トラボプロストのようなプロスタグランジンＦ2α誘導体のエステル化プロドラッグは、点眼後に代謝を受けてプロスタグランジンF受容体のアゴニストとして作用する。これにより主経路（線維柱帯流出路）または副経路（ぶどう膜強膜流出路）からの房水流出を促進し、眼圧下降作用を示す。

### 薬物動態
トラボプロストは角膜から吸収され、加水分解を受けてトラボプロスト酸となり効果を示す。点眼後1-2時間で最大濃度に達し、半減期は1.5時間である。血中では急速に代謝され、25 pg/mlを超えることはない（眼内での濃度20ng/mlと比較すると、1/1000に過ぎない）。
酸性基はβ酸化により代謝（タフルプロスト#薬物動態も参照）される。別の側鎖ではヒドロキシ基が酸化され、二重結合が隣に移動していく。トラボプロスト酸およびその代謝物は主に腎臓から尿中に排泄 され、半減期は45分である。

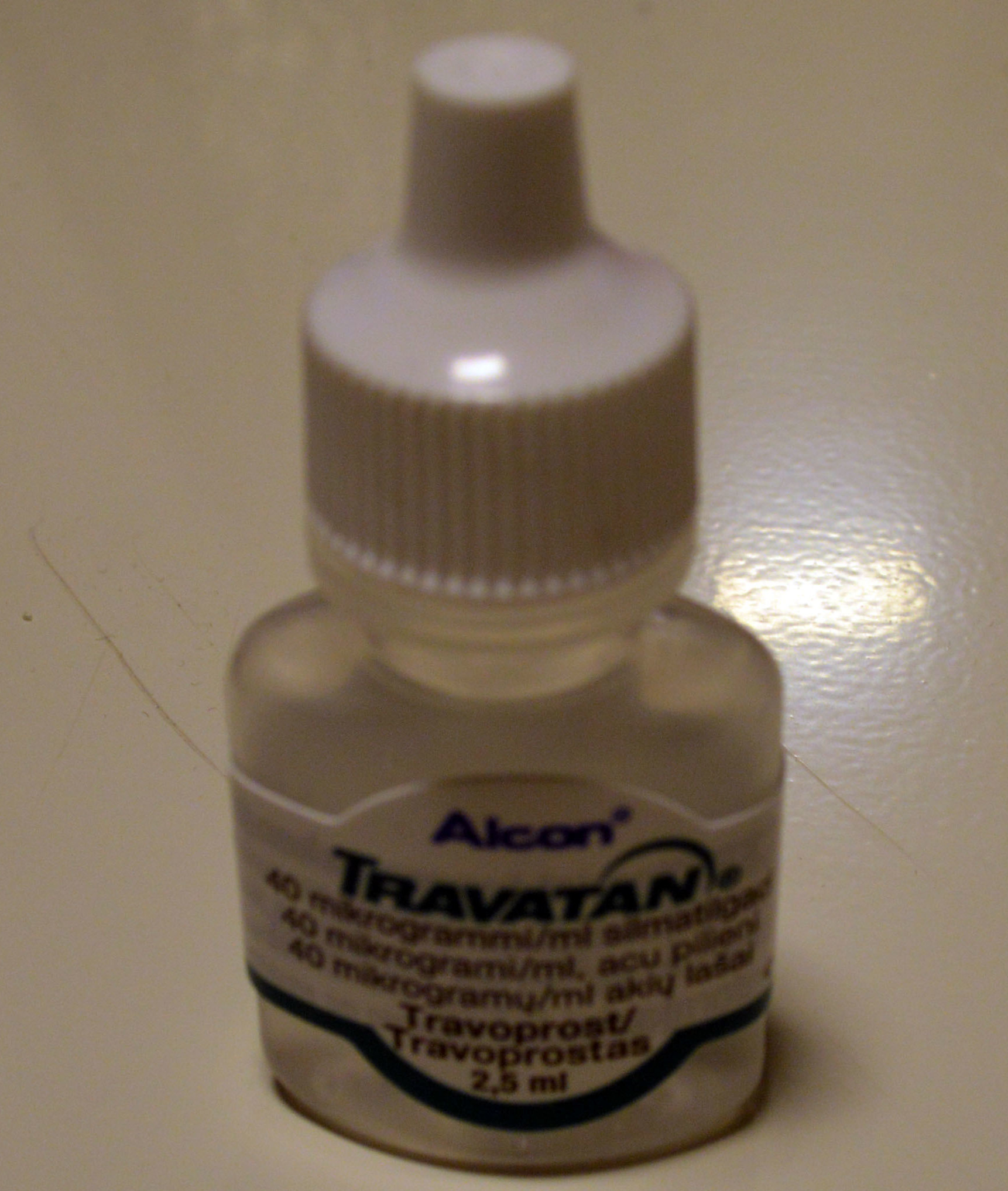
Travatanの2.5ml 点眼容器